# Adrian Ost
Adrian Ost est l'actuel batteur de Powerman 5000, remplaçant de Allen Pahanish depuis 2002.

## Biographie
Né à Downey dans le sud de la Californie et élevé dans une petite ville au nord-ouest des États-Unis, Adrian a appris à jouer de la batterie très jeune. Il a été introduit à la musique grâce à sa famille. 
Durant plusieurs années à l'école, il s'impliquait dans tous les programmes de musique qui lui étaient proposés, où il a pu gagner une bourse. Dans son collège local, une section de jazz existait. Il a ainsi joué quelque temps dans cette organisation. Après un certain temps, en cherchant le changement, il alla s'établir en Oregon pour s'approcher de la scène rock. En un an seulement, il fera une tournée à travers les États-Unis et plusieurs compagnies le remarquent. 
Ayant entendu que Powerman 5000 recherchait un batteur, Simon et Edsel de la formation Dope, deux amis de Adrian, l'ont averti. Peu de temps après, il faisait les auditions. Spider, aimant ce qu'il entendait, engagea Adrian. Ce dernier parti pour Los Angeles et il devenu le batteur officiel de Powerman 5000. Depuis ce temps, il a enregistré Transform, le successeur de Tonight the Stars Revolt! et a participé à plusieurs tournées avec des groupes tels que Adema, Godsmack, Stained, Stonesour, Mudvayne, Sevendust, Korn et Spineshank.